# (13177) Hansschmidt
(13177) Hansschmidt est un astéroïde de la ceinture principale.

## Description
(13177) Hansschmidt est un astéroïde de la ceinture principale. Il fut découvert le 17 avril 1996 à La Silla par Eric Walter Elst. Il présente une orbite caractérisée par un demi-grand axe de 2,91 UA, une excentricité de 0,06 et une inclinaison de 2,3° par rapport à l'écliptique.

## Compléments